# یژی کراسکا
یژی کراسکا (لهستانی: Jerzy Kraska؛ ‏ Polish: [ˈjɛʐɨ]؛ زادهٔ ۲۴ دسامبر ۱۹۵۱) بازیکن فوتبال اهل لهستان بود.
از باشگاه‌هایی که در آن بازی کرده‌است می‌توان به باشگاه ورزشی گواردیا ورشو اشاره کرد.
وی به‌همراه تیم ملی فوتبال لهستان به مقام قهرمانی بازی‌های المپیک تابستانی ۱۹۷۲ دست پیدا کرده‌است.